# Делвински мост
Делвински мост (на гръцки: Πέτρινο γεφύρι, в превод Каменен мост) е каменен мост в Егейска Македония, Гърция. Мостът е разположен между селата Просворо (Делвино) и Алатопетра (Туз) на река Велония (смятана и за Венетикос). Мостът е един от най-старите в областта. Под арката му има сталактитоидни формации.
В 1995 година мостът е обявен за защитен паметник.